# Suimanga de coure
El suimanga de coure (Cinnyris cupreus) és un ocell de la família dels nectarínids (Nectariniidae).

## Hàbitat i distribució
Habita sabanes amb arbres del Senegal, Gàmbia, sud de Mauritània, sud-oest de Mali, Burkina Faso, Guinea Bissau, sud-est de Guinea, Sierra Leone, Libèria, Costa d'Ivori, Ghana, Togo, Benín, Nigèria, sud de Níger, Camerun, República Centreafricana, el Gabon, República del Congo, sud de Txad, sud del Sudan, Etiòpia, Uganda, nord-est de la República Democràtica del Congo, Ruanda, Burundi, oest de Kenya, oest i sud de Tanzània cap al sud fins al sud d'Angola, extrem nord-est de Namíbia, sud de Zàmbia, Malawi, nord de Zimbabwe i centre i nord de Moçambic.